# Dramenlexikon
Das Dramenlexikon war eine Buchreihe von 1941 bis 2000.

## Geschichte
1941 erschien der erste Band des Dramen-Lexikons durch Friedrich Ernst Schulz im Drei Masken Verlag in Berlin. Von 1942 bis 1944 gab es Nachtragsbände.
1958 wurde eine Neuausgabe durch Wilhelm Algayer im Verlag Kiepenheuer & Witsch in Köln herausgegeben, in der über 10.000 Stücke aus den Jahren 1945 bis 1957 vorgestellt wurden, 1961 erschien ein weiterer Band zu den letzten Jahren.
Ab 1985 erschienen dann regelmäßige Jahrbände durch das Deutsche Theatermuseum, in denen die im Vorjahr veröffentlichten neuen Theaterstücke vorgestellt wurden. 2000 erschien ein letzter Registerband.
Die Ausgaben des Dramenlexikons enthielten Angaben zu den im Vorjahr (oder den Vorjahren) neu gedruckten oder uraufgeführten Theaterstücken im deutschsprachigen Raum (Deutschland, Österreich, Schweiz), mit Angaben zum Inhalt, der benötigten Anzahl von Schauspielern, Dekorationen usw., sowie zu den Erstaufführungen. Es richtete sich vor allem an Intendanten, Regisseure und Dramaturgen.